# Barrow County
Barrow County är ett administrativt område i delstaten Georgia, USA, med 69 367 invånare. Den administrativa huvudorten (county seat) är Winder. 

## Geografi
Enligt United States Census Bureau så har countyt en total area på 422 km². 420 km² av den arean är land och 2 km² är vatten.

### Angränsande countyn
- Hall County, Georgia - norr
- Clarke County, Georgia - öster
- Jackson County, Georgia - öster
- Oconee County, Georgia - sydost
- Walton County, Georgia - söder
- Gwinnett County, Georgia - väster